# Christian Nielsen
Christian Nielsen   (Copenhaguen, 7 d'abril de 1873 - Copenhaguen, 7 de novembre de 1952) va ser un regatista danès que va competir a començaments del segle xx.
El 1924 va prendre part en els Jocs Olímpics de París, on va guanyar la medalla de plata en la regata de 6 metres del programa de vela, a bord del Bonzo, junt a Knud Degn i Vilhelm Vett.